# Turbonilla fulvocincta
Turbonilla fulvocincta är en snäckart som först beskrevs av Thompson 1840.  Turbonilla fulvocincta ingår i släktet Turbonilla, och familjen Pyramidellidae. Arten är reproducerande i Sverige.